# آری استیدام
آری استیدام (انگلیسی: Ari Stidham؛ زادهٔ ۲۲ اگوست) هنرپیشه اهل ایالات متحده آمریکا است.
از فیلم‌ها یا برنامه‌های تلویزیونی که وی در آن نقش داشته است می‌توان به اسکورپیون و گلی اشاره کرد.